# Lorraine Baines
Lorraine Baines McFly es un personaje de la trilogía de Back to the Future. Es la madre de Marty McFly; uno de los personajes protagonistas de la primera película, pero un personaje secundario en las dos secuelas.

## Historia del personaje
El personaje de Lorraine Baines McFly fue interpretada por Lea Thompson. Thompson fue elegida debido a que había protagonizado junto con Stoltz la película The Wild Life. El maquillaje que utiliza durante las primeras escenas del filme, durante 1985, tomó cerca de tres horas y media para hacerla ver como si tuviera 47 años de edad, cuando en ese entonces tenía 23. De manera similar al caso de Glover, a pesar de haber interpretado a la madre de Marty, Thompson nació en el mismo año que Fox pues el actor es mayor que ella, por tan sólo diez días.

## Biografía
Lorraine Baines McFly nació en 1938 en Hill Valley, California. Es esposa de George McFly y madre de Dave, Linda y Marty McFly. Es la hija mayor de Sam (George DiCenzo) y Stella (Frances Lee McCain) Baines, y la hermana de Milton (Jason Hervey), Sally (Maia Brewton), Toby y Joey.
Lorraine se retrató inicialmente en 1985 como una mujer alcoholíca de mediana edad e infeliz. Después de que Marty cambia la línea de tiempo, se muestra que está en forma y felizmente casada con George en 1985. En la segunda parte todavía está felizmente casada con George en 2015, pero en la línea de tiempo distópica alternativa de 1985 ella es viuda y está casada con Biff (de hecho fue el mismo Biff quien asesinó a George McFly), además ella fue sometida por órdenes de Biff a una cirugía de aumento de senos en contra de su voluntad.
- Datos: Q2315519